# Discolabeo wuluoheensis
Discolabeo wuluoheensis är en fiskart som beskrevs av Li, Lu och Mao, 1996. Discolabeo wuluoheensis ingår i släktet Discolabeo och familjen karpfiskar. Inga underarter finns listade i Catalogue of Life.